# Storträsket (Börstils socken, Uppland, 669339-163203)
Storträsket är en sjö i Östhammars kommun i Uppland och ingår i Forsmarksån-Olandsåns kustområde.